# Fundación Bigott

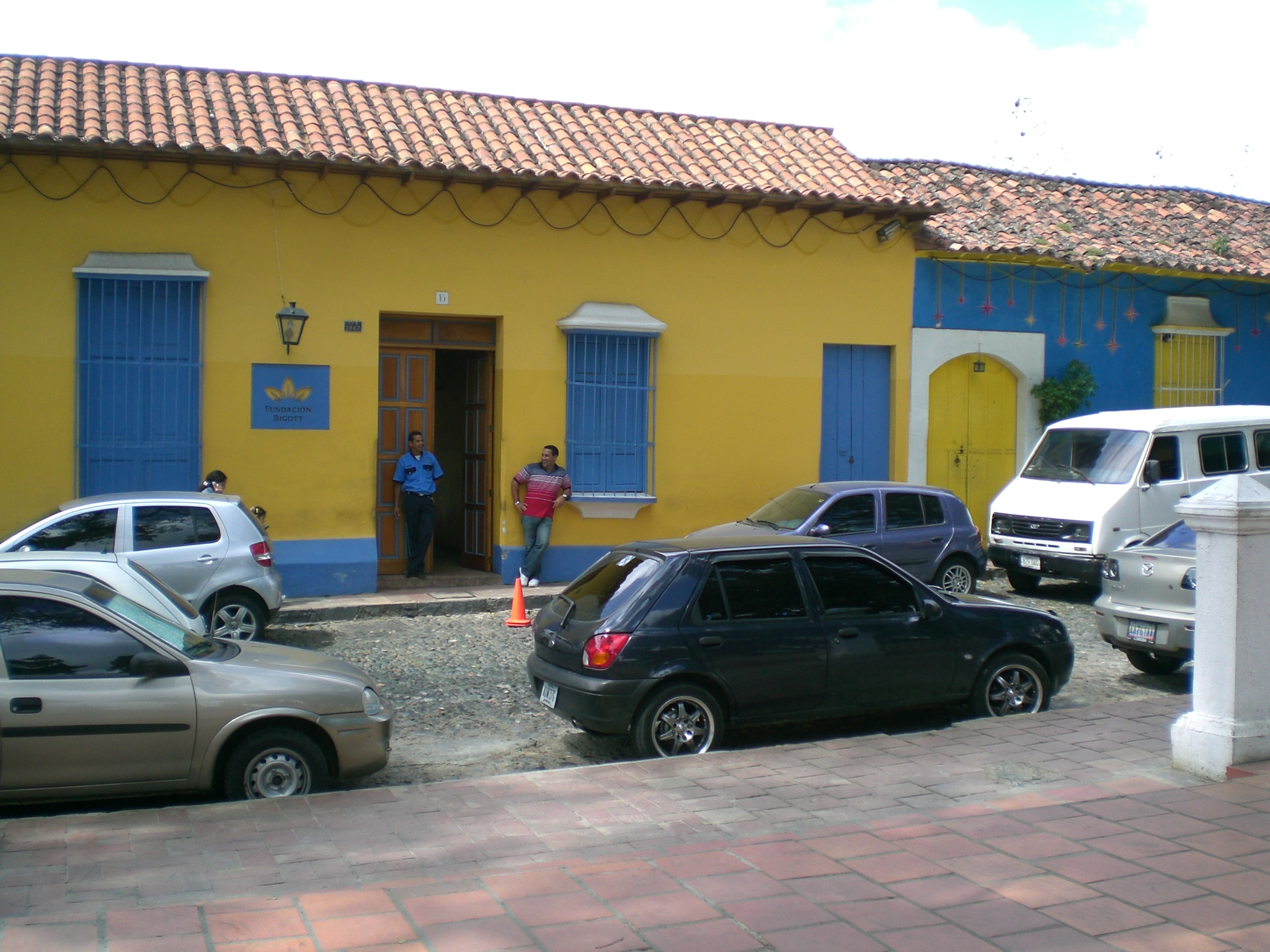
Bigott Foundation (2009)

Die Fundación Bigott ist eine gemeinnützige Stiftung zur Bewahrung venezolanischer Popkultur mit traditionellen Wurzeln. Sie gilt als eine der wichtigsten Unternehmensstiftungen in Venezuela. Ihre Arbeit ist in die vier grundlegenden Aktionsbereiche Ausbildung, Förderung und Verbreitung, Forschung und Kreativität sowie Unternehmertum gegliedert. Ihr Schwerpunkt liegt in der Öffentlichkeitsarbeit mit einem breiten Angebot an handwerklichen, musikalischen und gastronomischen Ausbildungen, die zwischen einem Tag und drei Monaten dauern. Die Kursgebühren sind extrem niedrig, um den Einstieg möglichst niederschwellig zu halten. Weiterhin ist eine umfangreiche Forschungsbibliothek vorhanden, die ebenfalls von jedermann besucht werden kann, sowie ein kleiner Verkaufsladen, in dem Bücher, CDs und kunsthandwerkliche Objekte angeboten werden.
Ein Jahr nach ihrer Gründung 1981 nahm die Stiftung ihr Ausbildungsprogramm auf, um das Wissen über das kulturelle Erbe zu verbreiten und erhalten. Neben ihrem Stammsitz im Caracassischen Ortsteil Petare betreibt sie mehrere Standorte in Venezuela, um diese Aufgabe an die Bevölkerung zu binden. Der Gedanke der kollektiven Verantwortung dient als Brückenfunktion zur heimischen Gesellschaft, die so an ihre kulturellen Tradition erinnert wird.
Im Aufgabenbereich der Kulturförderung existieren Leitlinien, die die redaktionellen Sammlungsreihen festlegen, die Forschung und Veröffentlichung der Forschungsergebnisse fördern und die Inhalte für das Verständnis und die Wertschätzung der nationalen Identität bieten. Die Förderung erreicht auch Folklorekünstler und venezolanische Popmusiker, die dadurch zum Teil internationales Renommee erzielt haben. Die Stiftung verlegt Bücher und produziert Musikaufnahmen.